# Ермолаев, Григорий Иванович (1913)
Григо́рий Ива́нович Ермола́ев (1913, Моржино, Невельский район — 1979) — советский и казахстанский организатор производства, государственный деятель.

## Биография
Родился в 1913 году в селе Моржино (ныне — Невельского района Псковской области) в семье крестьянина.
После окончания в 1930 году средней школы на станции Невель уехал в город Колпино Ленинградской области и стал работать слесарем. 
В 1931 году Григорий Ермолаев был направлен в Новокузнецк на Кузнецкий металлургический комбинат, где работал сначала слесарем, а затем техником по оборудованию на прокатном стане. После окончания вечернего отделения Сибирского металлургического института, после чего назначается директором блюминга, затем начальником смены блюминга, старшим диспетчером завода, а с 1945 года — заместителем начальника блюминга. В период с 1949 по 1951 год он работает в должности начальника обжимного цеха КМК. В 1953 году назначен директором КМК.
В связи с назначением на должность заместителя председателя Совнархоза Кемеровской области Григорий Иванович в 1957 году уходит с поста директора комбината. Его избирают депутатом (от Кемеровской области) Верховного Совета, заместителем председателя Верховного Совета РСФСР. Делегат XX съезда КПСС (1956).
В 1960 году Г. И. Ермолаев назначается первым директором нового Карагандинского металлургического завода в Темиртау и успешно руководит им до 1966 года. После упразднения в 1965 году совнархозов, в Алма-Ате было образовано объединение предприятий чёрной металлургии Казахской ССР «Казчермет», которое возглавил Ермолаев. Одновременно, он работал в правительстве республики. 
В 1971 году Г. И. Ермолаев был назначен директором ВНИИ охраны труда и техники безопасности в Челябинске, где работал до выхода на пенсию в 1973 году.
Награждён орденами Ленина, Трудового Красного Знамени, Красной Звезды, двумя медалями «За трудовую доблесть», «За доблестный труд в Великой Отечественной войне 1941—1945 гг.».